# جان براندت
جانيس «جان» براندت (بالإنجليزية: Janice "Jan" Brandt)‏ هي سيدة أعمال أمريكية ونائبة رئيس في شركة إيه أو إل/تايم وارنر. وهي معروفة بحملتها التسويقية المباشرة الشهيرة في إيه أو إل (AOL) التي زادت عدد المشتركين من 200000 إلى أكثر من 22 مليون مشترك.

## عملها
ولدت جان براندت في بروكلين، نيويورك وانتقلت إلى نيو جيرسي في سن الثامنة. تخرجت من كلية الاتصالات العامة في جامعة بوسطن. وبعد التخرج، بدأت العمل كمؤلفة إعلانات في منشورات زيروكس للتعليم في ميدلتاون (كونيتيكت). التحقت بدورات ليلية في جامعة كونيتيكت وقررت تغيير مهن التسويق. بعد فترة قصيرة من العمل في كولونيال بن في فيلادلفيا، انتقلت براندت إلى بالو ألتو (كاليفورنيا) للانضمام إلى «التعليم اليوم» للنشر مع توماس أو. رايدر، حيث عملت لمدة 10 سنوات. ثم عادت لفترة وجيزة إلى منشورات زيروكس للتعليم، والتي تم الحصول عليها من قبل منشورات نيوفيلد، قبل أن يتم توظيفها من قبل ستيف كيس كنائبة رئيس التسويق لشركة أمريكا أون لاين (إيه أو إل) في عام 1993.

## عملها فيإيه أو إل
تم التعاقد مع براندت بهدف واضح لتنمية قاعدة المشتركين وتم إعطاؤه العنان لاستراتيجيات التسويق في إيه أو إل (AOL). بدأت براندت بإرسال أقراص مجانية إلى الأشخاص ثم أعدت حملة تسويقية مباشرة لتوزيع أقراص مرنة لـ إيه أو إل في البريد. بلغت تكلفة الحملة التجريبية 250 ألف دولار، وكان متوسط ردها أكثر من 10٪، حيث ارتفعت بعض القوائم البريدية إلى 16-18٪. دفع هذا براندت إلى توسيع نطاق الحملة إلى أبعد من البريد المباشر وبدء العمل مع شركاء التوزيع غير التقليديين، مثل شركات الطيران وشركات الحبوب. وعندها وصلت إلى نسبة 50 ٪ من الأقراص المدمجة المنتجة في جميع أنحاء العالم لديها شعار إيه أو إل. كانت هذة الإستراتيجية مفيدة بشكل كبير للـ إيه أو إل وسيطرت بها على سوق الإنترنت.
في عام 2002، تنحت براندت عن منصبها كنائبة للرئيس ومديرة التسويق الرئيسي في إيه أو إل لاتخاذ موقف استشاري بدوام جزئي.

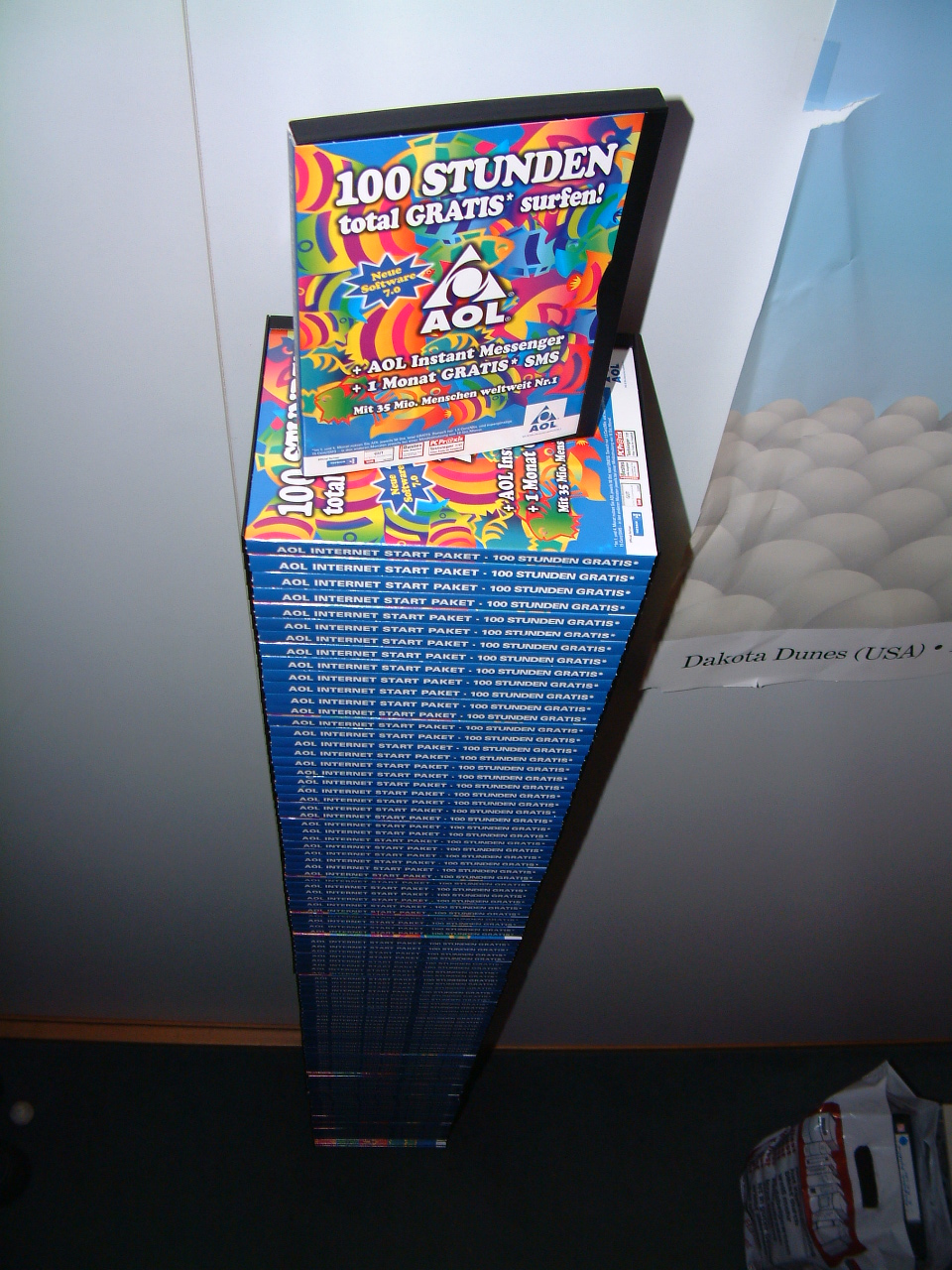
أرسلت براندت أقراص مضغوطة مجانية من إيه أو إل إلى عنبر للطلاب في آخن، ألمانيا

## حياتها الشخصية
كانت برانت نشطة سياسيًا منذ تسعينيات القرن الماضي، وكانت مؤيدة لفترة طويلة لقائمة إميليز. وهي الآن عضوة في مجلس إدارة منظمة «المرأة من أجل المرأة الدولية»، وهي منظمة إنسانية لتقديم المساعدات للنساء في المناطق التي مزقتها الحروب.

## جوائز
في عام 1999 و2000 سميت براندت من قبل مجلة فورتشن باعتبارها واحدة من «النساء الأكثر نفوذاً في الأعمال الأمريكية»، وحصلت على جائزة «أفضل تسويقية مباشر للعام» في نيويورك للتسويق المباشر في عام 2000، وجائزة «أفضل تسويقية في السوق العام» لعام 2001 من تارجيت للتسويق.

## وصلات خارجية
- Jan Brandt Interview on Internet History Podcast